# Kurtna (Väike-Maarja)
Kurtna – wieś w Estonii, w prowincji Virumaa Zachodnia, w gminie Väike-Maarja.